# 罗克蒙
罗克蒙（法語：Rocquemont，法語發音：[ʁɔkmɔ̃]）是法国滨海塞纳省的一个市镇，属于迪耶普区。

## 地理
罗克蒙（49°36'12"N, 1°17'3"E）面积12.26 平方千米，位于法国诺曼底大区滨海塞纳省，该省份为法国北部沿海省份，其西部及北部濒大西洋英吉利海峡，东起顺时针与索姆省、瓦兹省、厄尔省和卡爾瓦多斯省接壤。
与罗克蒙接壤的市镇（或旧市镇、城区）包括：克里托、蒙泰罗利耶、伊克伯夫、比希。

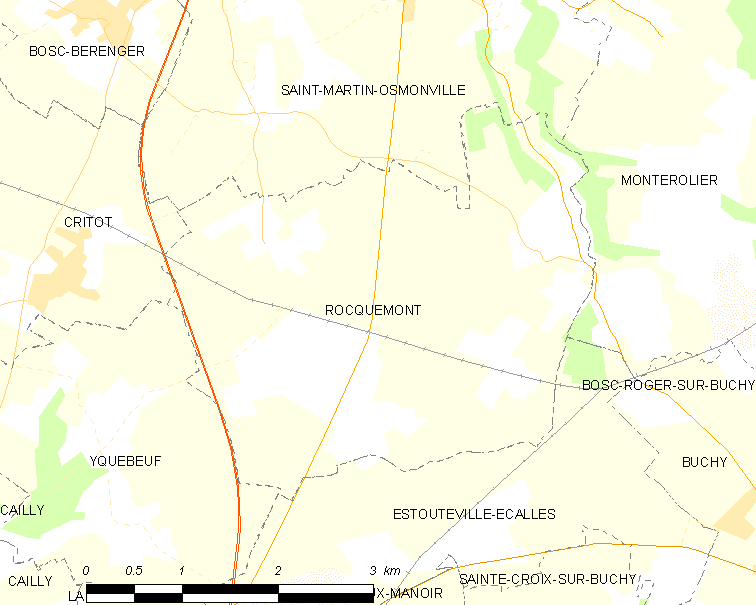
罗克蒙的OSM定位图

罗克蒙的时区为UTC+01:00、UTC+02:00（夏令时）。

## 行政
罗克蒙的邮政编码为76680，INSEE市镇编码为76532。

## 政治
罗克蒙所属的省级选区为布赖地区讷沙泰勒县。

## 人口

1962-2008年间罗克蒙人口变化图示

罗克蒙于2022年1月1日时的人口数量为762人。